# Маковеево (Архангельская область)
Маковеево — деревня в Вельском районе Архангельской области. Входит в состав муниципального образования «Верхнеустькулойское».

## География
Деревня расположена в южной части Архангельской области, в таёжной зоне, в пределах северной части Русской равнины, в 26 километрах на юго-восток от города Вельска, на левом берегу реки Кулой притока Ваги. Ближайшие населённые пункты: на северо-западе деревня Мелединская.
Часовой пояс
Маковеево, как и вся Архангельская область, находится в часовой зоне МСК (московское время). Смещение применяемого времени относительно UTC составляет +3:00.

## Население
| 2002 | 2010 | 2012 | 2014 |
| ---- | ---- | ---- | ---- |
| 6    | ↘1   | ↗3   | →3   |

## История
Указана в «Списке населённых мест по сведениям 1859 года» в составе Вельского уезда(2-го стана) Вологодской губернии под номером «2606» как «Макавҍевская(Макавҍево)». Насчитывала 8 дворов, 35 жителей мужского пола и 38 женского. В деревне находилась часовня, приписанная к приходу Мелединской Спасо-Преображенской церкви.
В материалах оценочно-статистического исследования земель Вельского уезда упомянуто, что в 1900 году в административном отношении деревня входила в состав Усть-Кулойского сельского общества Устьвельской волости. На момент переписи в селении МаковҌевская находилось 16 хозяйств, в которых проживало 54 жителя мужского пола и 62 женского.